# 16068 Citron
16068 Citron è un asteroide della fascia principale. Scoperto nel 1999, presenta un'orbita caratterizzata da un semiasse maggiore pari a 2,3650734 au e da un'eccentricità di 0,1691562, inclinata di 5,77325° rispetto all'eclittica.
L'asteroide è dedicato all'insegnante statunitense Jerry Citron.